# 米贝茨霍芬站
米贝茨霍芬站（德語：U-Bahnhof Milbertshofen）是一座慕尼黑地铁2和8号线位于米贝茨霍芬-哈特畔的一座车站。